# Balanops pachyphylla
Balanops pachyphylla är en tvåhjärtbladig växtart som beskrevs av Henri Ernest Baillon och André Guillaumin. Balanops pachyphylla ingår i släktet Balanops och familjen Balanopaceae. Inga underarter finns listade i Catalogue of Life.